# Reuben James
Reuben James, född 1776, död 3 december 1838, var en sergeant i amerikanska marinen, berömd för sitt hjältemod i barbareskkrigen.

## Karriär
Född i Delaware omkring 1776 tog han värvning i amerikanska flottan och arbetade på ett flertal skepp, bland andra fregatten USS Constellation. Under Berberkrigen gick den amerikanska fregatten USS Philadelphia (1799) på grund i närheten av Tripoli och togs tillfånga av barbareskpirater. I skydd av mörkret gick löjtnant Stephen Decatur, tillsammans med  Reuben James samt några frivilliga, i land i Tripolis hamn, i ett försök att bränna Philadelphia så att piraterna inte skulle kunna använda henne.
Den 16 februari 1804 bordades Philadelphia av frivilliga som möttes av de barbareskpirater som vaktade skeppet. I det följande slaget, där man slogs man mot man placerade sig Reuben James, som redan hade fått båda sina händer skadade, mellan löjtnant Decatur och en svärdfäktande pirat, villig att ge sitt liv för sin kapten. James tog emot ett slag från svärdet men överlevde.
James fortsatte sin marina bana, och tjänstgjorde under många år tillsammans med Decatur. Han tvingades pensionera sig i januari 1836 på grund av dålig hälsa. Han dog 1838 på U.S. Naval Hospital i Washington, D.C..

## Influenser
Tre krigsskepp i amerikanska marinen har blivit döpta till Reuben James till hans ära:
- Reuben James (DD-245), jagare
- Reuben James (DE-153), jagare
- Reuben James (FFG-57), fregatt

Det finns två sånger med titeln  Reuben James:
- Reuben James är en folksång skriven av Woody Guthrie som handlar om skeppet Reuben James (DD-245) och hennes sänkning  under konvojtjänstgöring kort före USA:s inträde i andra världskriget. Den blev en hit med The Kingston Trio.
- Den andra sången har inget med sjömannen att göra, det är istället en hågkomst av ung man av en afroamerikansk avradsodlare vid namn Reuben James som sångaren kände när han själv var en ung pojke. Den var en hit för Kenny Rogers and the First Edition 1969, skriven av Barry Etris och tillägnad hans far.